# Gianotti-Crosti-Syndrom

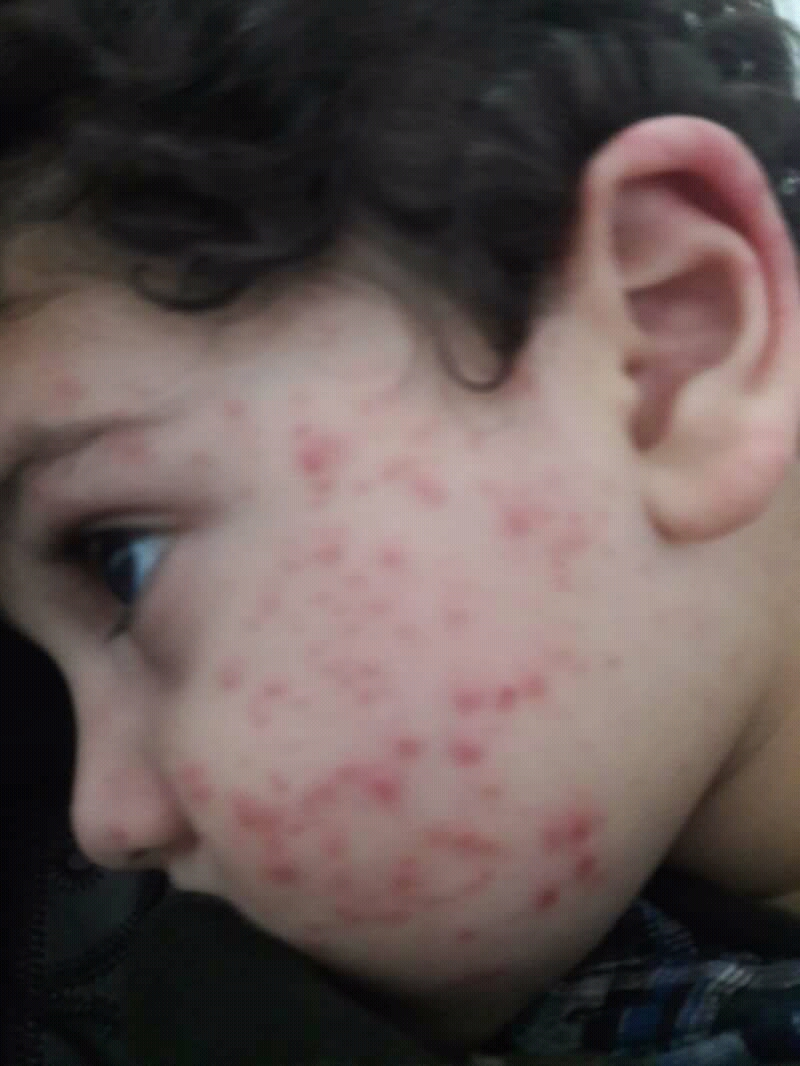
Gianotti-Crosti-Syndrom

Das Gianotti-Crosti-Syndrom (auch Acrodermatitis papulosa eruptiva infantilis, Infantile papulöse Akrodermatitis) ist eine Erkrankung, die vermutlich als Folge einer Hepatitis-B-Erstinfektion bei Kindern unter zehn Jahren auftritt, hauptsächlich bei männlichen Kleinkindern.
Als typische Hauterscheinung finden sich schubweise auftretende konfluierende rötliche Papeln, vorzugsweise im Gesicht, Gesäßbereich und an den Streckseiten der Extremitäten unter Aussparung der Armbeugen und Kniekehlen (im Gegensatz zum Crosti-Gianotti-Syndrom (Coxsackie-Virus A16), bei dem die Akren mitbeteiligt sind). Leicht erhöhte Körpertemperatur sowie eine Schwellung der Milz und der Lymphknoten sind weitere Symptome.